# جوزف سالاس
جوزف سالاس (انگلیسی: Joseph Salas; ۲۸ دسامبر ۱۹۰۳ – ۱۱ ژوئن ۱۹۸۷) بوکسور اهل ایالات متحده آمریکا بود.